# 342
342 (CCCXLII) fue un año común comenzado en viernes del calendario juliano, en vigor en aquella fecha.
En el Imperio romano, el año fue nombrado como el del consulado de Constancio y Claudio, o menos comúnmente, como el 1095 Ab urbe condita, adquiriendo su denominación como 342 a principios de la Edad Media, al establecerse el anno Domini.

## Acontecimientos

### Asia
- Goguryeo es invadido por Murong Huang de los Xianbei.
- Jin Kang Di sucede a Jin Cheng Di como emperador de China.

### Imperio romano
- Un gran terremoto golpea Chipre.
- Pablo I, patriarca de Constantinopla, es depuesto y reemplazado con Macedonio I.
- 15 de febrero: Se dedica la iglesia de Hagia Sophia original a Constantinopla.